# Parafia Matki Bożej Częstochowskiej w Orzechowie
Parafia Matki Bożej Częstochowskiej w Orzechowie – parafia rzymskokatolicka w dekanacie miłosławskim archidiecezji gnieźnieńskiej.
Erygowana 19 marca 1972 roku przez kard. Stefana Wyszyńskiego, prymasa Polski. 

## Dokumenty
Księgi metrykalne:
- ochrzczonych od 1929 roku
- małżeństw od 1929 roku
- zmarłych od 1929 roku